# (21730) Ignaciorod
(21730) Ignaciorod (1999 RG138) – planetoida z pasa głównego asteroid okrążająca Słońce w ciągu 3,28 lat w średniej odległości 2,21 j.a. Odkryta 9 września 1999 roku.